# 橋本信明
橋本 信明（はしもと しんめい、1966年3月28日 - ）は、日本の声優、俳優。愛知県岩倉市出身。プロダクション・タンク所属。

## 略歴
水木一郎ボーカルスクール卒、劇団麻布塾所属。以前は名古屋拠点の劇団シアター・ウィークエンドに在籍。1999年に上京した。以後、俳優・声優として活動する。

## 人物
特技として陸上（中距離走、やり投)、ウォーキング、野球、空手、歌（アニメ、特撮）、講演（ビジネスマナー）をそれぞれ挙げている。普通自動車免許を持つ。方言は名古屋弁。

## 出演
太字はメインキャラクター。

### テレビアニメ
- アクションヒロイン チアフルーツ（2017年、緑川隆元[4]、メイテツクン[4]）
- 啄木鳥探偵處（2020年、医者[5]）
- ルパン三世 PART6（2021年、警察主任[6]）
- キングダム（2022年、いにしえの大王の声[7]）
- ゾン100〜ゾンビになるまでにしたい100のこと〜（2023年、モブじい3[8]）
- 謎解きはディナーのあとで（2025年、理髪店の客[9]）

### 劇場アニメ
- 金の国 水の国（2023年、サンチャル）

### Webアニメ
- 無限の住人-IMMORTAL-（2019年、狩小澤）
- 日本沈没2020（2020年、乗員A）
- LUPIN ZERO（2023年、秘書）
- BLUE EYE SAMURAI/ブルーアイ・サムライ（2023年　ダイチ)

### 吹き替え

#### 映画
2017年
- サマー・ヴェンデッタ

2018年
- シルバラード（エズラ〈ジョー・セネカ〉）※Netflix版
- プラネタリウム

2019年
- アンノウン・ボディーズ（ムルデル〈マルセル・ヘンセマ〉）
- モーリス（バリー医師〈デンホルム・エリオット〉）※ムービープラス版

2020年
- アイム・ユア・ウーマン
- ストーリー・オブ・マイライフ/わたしの若草物語（デイヴィス先生〈ビル・ムートス〉）
- トリプル・スレット
- ヘルボーイ

2021年
- 愛すべき夫妻の秘密
- クルエラ
- 潔白（チュ市長〈ホ・ジュノ〉）
- ラン＆ガン（グレーソン〈リチャード・カインド〉）

2022年
- ウィリーズ・ワンダーランド（テックス・マカドゥー〈リック・ライツ〉）
- グレイマン
- デ・ヴィル家への招待状
- トロール（デヴィッド博士〈ビリー・キャンベル〉）
- ハウス・オブ・グッチ（リチャード・アヴェドン〈マルティノ・パルミサーノ〉）
- ホテル・ムンバイ
- ホワイト・ノイズ
- モガディシュ 脱出までの14日間（リム・ヨンス大使〈ホ・ジュノ〉）
- 私は世界一幸運よ

2023年
- キラーズ・オブ・ザ・フラワームーン
- ゴーステッド Ghosted
- 呪呪呪/死者をあやつるもの（イ・サンイン〈クォン・ヘヒョ〉）
- ダイ・ハード（タカギ〈ジェームズ・シゲタ〉）※テレビ朝日版追加録音部分、機内上映版追加録音部分
- パラダイス －人生の値段－

2024年
- ARGYLLE/アーガイル
- アイアンクロー（ビル・マーサー〈マイケル・J・ハーニー〉）
- インディ・ジョーンズと運命のダイヤル
- 極限境界線-救出までの18日間-
- シャーリー・チザム（ジョージ・ウォレス〈W・アール・ブラウン〉）
- 戦と乱
- 6888郵便大隊
- Back to Black エイミーのすべて（トニー・ベネット〈本人〉）
- ピンピネロ: ブラッド＆オイル ～荒野の運び屋～
- プラットフォーム2
- ミセス・ハリス、パリへ行く（アーチー〈ジェイソン・アイザックス〉）
- ミュージック ～僕だけに聴こえる音～
- ロマンス in スタイル（ロジャー〈ポール・エッシェンブル〉）

2025年
- スンブ:二人の棋士
- 冒険者たち（所長）※スターチャンネル版
- ラブ・フォーエバー ～ウエディング狂騒曲～
- リトル・シベリア（マティアス〈マルティ・スオサロ〉）

#### ドラマ
2010年代
- エル・チャポ
- キャッスルロック
- グッド・ファイト
- ザ・ロッジ（ギル・マシュー〈ダン・リチャードソン〉）
- フォー・ウェディング〜恋するロンドンライフ（アンドリュー・オルドディッチ）
- シークレット・シティ（ユアン・ギャリティ〈ドン・ハニー〉）
- シェイズ・オブ・ブルー ブルックリン警察
- 私立探偵ストライク（フレディ、オーウェン・クイン〈ジェレミー・スウィフト〉）
- MACGYVER/マクガイバー
- マダム・セクレタリー シーズン2（クレイグ・スターリング）
- ヤング・シェルドン（リンクレター博士〈エド・ベグリー・ジュニア〉）
- レジデント 型破りな天才研修医（ラマー〈デヴィッド・アラン・グリア〉）

2020年
- DOC あすへのカルテ（エルネスト）
- ニュー・アムステルダム 医師たちのカルテ  シーズン2〜（トッド・ベンソン〈ダーレン・ペティー〉）
- フォーティチュード/極寒の殺人鬼（エリック・オデガード巡査部長）

2022年
- 今、私たちの学校は…
- ウェアウルフ・バイ・ナイト
- シー・ハルク:ザ・アトーニー
- コネクト（闇医者）
- ドクター弁護士（イム・テムン）
- ノーベル〜戦火の陰謀〜

2023年
- 愛だと言って（キム本部長）
- クイーン・シャーロット -ブリジャートン家外伝-（ビュート卿〈リチャード・カニングハム〉、レッジャー卿〈キア・チャールズ〉）
- わずか1000ウォンの弁護士（ソ・ヨンジュン〈ハ・ソングァン〉）

2024年
- ウーマン・イン・ブルー（ゴヨ〈ブルーノ・ビチル〉）
- 正港署（署長-チャン・ヨンカン〈マー・ニェンシェン〉）
- レッド・クイーン（レハレタ〈ペレ・ブラソ〉）

2025年
- 刑事ロク 最後の心理戦 シーズン2（ペク・ソンイル病院長）
- ジャッカルの日
- ザ・レジデンス（ディディエ〈ブロンソン・ピンチョット〉）
- トリガー ニュースの裏側（社長-ク・ヒョンテ〈シン・ジョングン〉）
- ナイト・エージェント シーズン2〜（モンロー〈ルイス・ハーサム〉）
- ハイパーナイフ 闇の天才外科医（キム・ドゥボン）
- 山猫（牧師-ピローネ゙）
- ヨルガオ殺人事件（クレイグ・アンドリューズ〈ダニエル・ラパイン〉）

#### アニメ
- 時光代理人 -LINK CLICK-（町民）
- ザ・シンプソンズ（ケント・ブロックマン〈2代目〉、ホレイショー・マカリスター船長〈2代目〉）

### ナレーション
- セレクションX（テレビ朝日）
- 自分を操る超集中力（Audible）
- スタートアゲイン（PVアニメ）
- クローン ベイビー（TBSテレビ、番組宣伝）
- ヘブンズ・フラワー The Legend of ARCANA（TBSテレビ、番組宣伝）
- コブクロ 味の素スタジアムライブ（アナウンス）

### テレビドラマ
- 女タクシードライバーの事件日誌（TBSテレビ）
- あるがままの君でいて（2008年11月24日、TBSテレビ）

### テレビ番組
- ガッテン!
- 奇跡体験!アンビリバボー
- ザ!世界仰天ニュース
- ザ・プロファイラー 〜夢と野望の人生〜
- その原因、Xにあり!
- 中居正広の金曜日のスマイルたちへ
- 爆報! THE フライデー
- フルタチさん
- ワイド!スクランブル

### 方言指導
- 家庭教師のトライ
- 大誘拐
- 宝塚月組「長崎しぐれ坂」
- ワイズ・スポーツ

### 舞台
- 「結婚」 - グズーキン 役
- 「招かれざる客」 - 主役の犯人・スターク・ウェッダー 役
- 「夜の来訪者」 - アーサー・バーリング 役
- 「ファッションショウ」
- Zero Project 第9回プロデュース公演　「踊り子荘の娘たち」（2005年4月13日 - 17日、アトリエフォンテーヌ）[21]
- 「蜘蛛の巣」（2015年、かめありリリオホール）[22] - 準主役・ローランド・デラヘイ卿 役

### 朗読
※はインターネット配信
- エースコンバット短編小説「白いノート」[23] ※
- エースコンバット短編小説「緑の丘」 [24] ※